# Julio Marial
Julio Marial Tey (Barcelona, 20 de abril de 1853-Barcelona, 16 de agosto de 1929) fue un arquitecto, constructor y político español. Miembro de varias formaciones políticas, llegó a ser diputado en Cortes y concejal en varias ocasiones.

## Biografía

### Obra arquitectónica
Como arquitecto, participó en la construcción de la Casa Marsans (1907) y de la Casa Heribert Salas (1911-1929). Entre sus trabajos como contratista destacan construcciones como el Arco de Triunfo de Barcelona, obra de José Vilaseca, o la plaza de toros de las Arenas y el Palau de les Heures, ambas del arquitecto Augusto Font Carreras.

### Trayectoria política
Militó inicialmente en el Partido Republicano Democrático Federal, y junto con José María Vallès constituyó la sección barcelonesa de Unión Republicana en 1903. En 1901 fue elegido concejal del ayuntamiento de Barcelona. Fue tercer teniente de alcalde y en agosto de 1903 fue alcalde accidental, en ausencia de Guillem Boladeres. En 1905 fue uno de los que facilitó el acuerdo con el Banco Hispano Colonial para resolver el déficit municipal. En las elecciones generales españolas de 1907 apoyó la candidatura de la Solidaritat Catalana y fue elegido diputado por el distrito de La Bisbal.
En 1906 formó parte del Centro Nacionalista Republicano y en 1910 de la Unión Federal Nacionalista Republicana (UFNR), de la que será expulsado en 1913. Nuevamente concejal de Barcelona en 1909, participó también en la municipalización de la empresa de las aguas de Barcelona en 1912. En 1913 ingresó en el Partido Republicano Radical de Alejandro Lerroux.